# ГУАМ
Организа́ция за демокра́тию и экономи́ческое разви́тие — ГУАМ — региональная организация на постсоветском пространстве, созданная в 1997 году (Хартия организации подписана в 2001 году, Устав — в 2006 году) Грузией, Украиной, Молдовой и Азербайджаном (с 1999 по 2005 год в организацию также входил Узбекистан).
Название организации сложилось из первых букв названий входящих в него стран. До выхода Узбекистана из организации именовалась ГУУАМ. По мнению некоторых экспертов, в настоящее время государства бывшего Союза ССР, входящие в организацию «ГУАМ», являются буферными странами, разделяющими Россию и сопредельные «старые» государства Европы и Азии.

## Предыстория
В середине 1990-х годов наметились два варианта дальнейшего развития СНГ. 
Первый — продолжение попыток сохранения интеграции в рамках всего Содружества, которая предполагала принятие многочисленных документов, далеко не всегда имеющих обязательную силу, и проведение протокольных и неформальных встреч. 
Второй — развитие практического субрегионального сотрудничества в экономической и/или военно-политической сфере с участием групп государств, имеющих действительно общие интересы и стремящихся к углублению интеграции.
ГУАМ был заявлен как одно из таких объединений. Его характерной чертой изначально стала ориентация на европейские и международные структуры. Инициаторы союза действовали вне рамок СНГ. При этом высказывались мнения, что непосредственной целью союза было ослабление экономической, прежде всего энергетической, зависимости вошедших в него государств от России и развитие транзита энергоносителей по маршруту Азия (Каспий) — Кавказ — Европа в обход территории России.
В качестве политических причин называлось стремление противостоять намерениям России пересмотреть фланговые ограничения обычных вооружённых сил в Европе и опасения, что это могло бы узаконить присутствие российских вооружённых контингентов в Грузии, Азербайджане, Молдове и Украине независимо от их согласия. 
Политическая направленность ГУАМ стала ещё более заметной после того, как в 1999 году Грузия, Азербайджан и Узбекистан вышли из ОДКБ.

## История
Начало сотрудничеству Грузии, Украины, Азербайджана и Молдовы в рамках ГУАМ было положено на встрече президентов соответствующих стран 10 октября 1997 года в Страсбурге в ходе саммита Совета Европы. Тогда же было принято официальное коммюнике о признании союза ГУАМ со статусом «консультативный форум». В апреле 1999 года к форуму присоединился Узбекистан. Об этом событии было объявлено в ходе юбилейного саммита НАТО в Вашингтоне, в ходе которого главы государств уже ГУУАМ приняли Вашингтонскую декларацию, декларировавшую цель интеграции в европейские и евро-атлантические структуры. В сентябре 2000 года в ходе саммита тысячелетия в ООН был также принят меморандум, регулирующий цели создания и деятельность ГУАМ. 6—7 июля 2001 года в городе Ялта на Украине прошёл саммит ГУУАМ, на котором главы государств-участников подписали Хартию организации. В результате консультативный форум получил статус международной региональной организации. В Хартии были перечислены не только цели ГУУАМ, но и также оговорены организационные структуры.

### Снижение активности и выход Узбекистана
Однако, как показало время, организация не оказалась устойчивой: уже в 2002 году Узбекистан заявил о намерении выйти из ГУАМ, после чего стал игнорировать её мероприятия. Официально президент Ислам Каримов заявил о выходе его страны из организации лишь в мае 2005 года. Формальным поводом для выхода Узбекистана послужило «существенное изменение изначально объявленных целей и задач организации». Как было сказано в письме Каримова, Узбекистан не устраивают «акценты организации на решении замороженных конфликтов, формировании совместных вооружённых блоков и пересмотре существующих систем безопасности». Узбекские власти объяснили, что не способны активно участвовать в этих процессах в «силу географического положения».

### Возобновление активности
ГУАМ практически бездействовал в течение нескольких лет. Например, в совещании организации в Ялте (2004) участвовали лишь два лидера из пяти. Процесс его активизации начался после Оранжевой революции на Украине, в феврале — марте 2005 года, на уровне двусторонних встреч между лидерами Украины, Грузии и Молдовы. В начале марта, в преддверии парламентских выборов в Молдове, Михаил Саакашвили побывал в Кишинёве, а до этого молдавский президент Владимир Воронин приехал в Киев, где подписал совместное заявление об украинско-молдавском сотрудничестве.
22 апреля 2005 года в Кишинёве состоялся саммит ГУАМ. Государства-члены ГУАМ, как выразился президент Украины Виктор Ющенко, «больше не воспринимают себя осколками СССР» и намерены стать локомотивом «третьей волны демократических революций» на пространстве бывшего Союза. Президент Узбекистана Ислам Каримов отказался от участия в саммите. В качестве наблюдателей на саммите присутствовали президенты Румынии Траян Бэсеску и Литвы Валдас Адамкус, председатель ОБСЕ Ян Кубиш и представитель США, специальный переговорщик по Нагорному Карабаху и конфликтам в Евразии Стивен Манн. На саммите были подписаны два документа: декларации «Во имя демократии, стабильности и развития» и совместное заявление «Создавая демократию от Балтики до Чёрного моря». В преддверии Президентских выборов в Белоруссии участники саммита заявили о намерении «развивать демократию» в этой стране. Президент Грузии Михаил Саакашвили заявил, что в Белоруссии «нет демократии и свободы», и подчеркнул, что белорусский народ «имеет право на свободный выбор» и европейское развитие. С жёстким заявлением выступил президент Литвы Валдас Адамкус: «Президент Лукашенко все быстрее и быстрее движется к автократии, самоизолированности как государства, так и белорусского народа». Россия, которая не была приглашена на саммит, резко отреагировала на заявление Саакашвили. «Пусть Саакашвили не мнит себя мессией», — заявил посол России в Молдове Николай Рябов, посоветовав Саакашвили «оставить в покое Белоруссию» и заняться урегулированием многочисленных проблем в своей стране.
В декабре 2005 года страны ГУАМ выступили единым фронтом на заседании Совета министров иностранных дел ОБСЕ в Любляне (Словения). Накануне форума ОБСЕ председательство в ГУАМ перешло к Молдове, и именно она, более других заинтересованная в том, чтобы Россия выполнила «Стамбульские соглашения» (о выводе войск из Абхазии, Южной Осетии и Приднестровья), выступила на заседании ОБСЕ от лица ГУАМ. Глава МИД Украины Борис Тарасюк заявил, что страны ГУАМ и впредь будут действовать сообща, поскольку главы Грузии, Украины, Азербайджана и Молдовы уже в декабре 2005 года оформят ГУАМ как полноценную международную региональную организацию. Секретариат ГУАМ будет размещён в Киеве.
29 декабря 2005 года президент Узбекистана Ислам Каримов денонсировал следующие документы, подписанные в рамках ГУУАМ: «Ялтинскую хартию», «Меморандум по содействию торговле и транспортировке», «Соглашение о взаимной помощи и сотрудничестве в таможенных делах между правительствами государств-участников ГУУАМ». Тем самым, Узбекистан полностью прекратил своё участие в деятельности ГУАМ.

### Саммит 2006 года в Киеве
22—23 мая 2006 года в Киеве состоялся первый Саммит ГУАМ. В качестве гостей на саммит на Украину приглашены президенты Болгарии, Литвы, Польши и вице-президент Румынии. 23 мая 2006 года было принято решение о реформировании организации. Страны-участницы подписали протокол о создании зоны свободной торговли. Кроме того, были подписаны декларация о создании новой международной организации — «Организации за демократию и экономическое развитие — ГУАМ» (ОДЭР-ГУАМ) и её устав. Были также озвучены планы создания топливно-энергетического совета, призванного скоординировать усилия по обеспечению энергетической безопасности стран-участниц.
24 мая 2006 года Румыния заявила о намерении вступить в ГУАМ, однако дальнейших действий с её стороны в этом направлении так не последовало.

### ГУАМ и 61-й сессия Генеральной ассамблеи ООН
14 сентября 2006 года, после острой борьбы в ООН, было принято решение обсудить на начавшейся в Нью-Йорке 61-й сессии Генеральной ассамблеи вопрос о «замороженных конфликтах» в бывшем СССР. С этой инициативой выступили государства ГУАМ, добившиеся включения вопроса в повестку сессии при поддержке США, Великобритании и ряда других стран, несмотря на активное сопротивление России. Это решение рассматривалось, как признание мировым сообществом неэффективности деятельности российских миротворцев в зонах конфликтов в Приднестровье, Абхазии и Южной Осетии и дипломатическое поражение Москвы. Дипломаты стран ГУАМ в Нью-Йорке называют принятое решение свидетельством возросшего политического веса ГУАМ. Одновременно МИД Грузии обвинил Россию в том, что она «использовала все возможные средства», чтобы противостоять включению вопроса в повестку дня сессии. Постоянный представитель Грузии в ООН Ираклий Аласания заявил, что страны ГУАМ тем самым «прорвали чёрную пропаганду, которая существовала в ООН».
22 сентября президент Грузии Михаил Саакашвили во время своего выступления на Генеральной ассамблее ООН сделал жёсткие заявления в адрес России, обвинив её в «аннексии» и «бандитской оккупации», чего ранее никто не делал с трибуны ООН. Глава МИД Украины Борис Тарасюк поддержал Саакашвили, заявив: «Украина отбрасывает любые попытки провести параллели между проблемой Косово и неурегулированными конфликтами на территории стран ГУАМ». Эта позиция противоречит мнению российского руководства, настаивающего на том, что если Косово будет предоставлена независимость, то аналогичным образом следует решить и региональные конфликты в СНГ.
25 сентября 2006 года министры иностранных дел стран-членов ГУАМ, встретившиеся в Нью-Йорке в рамках 61-й сессии Генассамблеи ООН, обсудили ход урегулирования замороженных конфликтов в СНГ. Россия не была приглашена на встречу, зато на ней присутствовал помощник госсекретаря США Дэвид Крамер. Участники встречи договорились создать собственные полицейские силы, которые должны заменить российских миротворцев в конфликтных зонах на территории Грузии и Молдовы. Реализация этой договорённости пока отложена на неопределённый срок. Главы МИД также согласовали стратегический план совместных мероприятий «по расширению международной поддержки в вопросах мирного урегулирования затяжных конфликтов на территориях стран ГУАМ», главная цель которого — добиться принятия резолюции ГА ООН по замороженным конфликтам.
На решение министров иностранных дел стран ГУАМ отреагировал министр обороны РФ Сергей Иванов: «Грузия стремится использовать военный потенциал ГУАМ с целью замены российских миротворцев в Абхазии и Южной Осетии. Наличие дополнительных сил на территории Грузии позволит её руководству не отказывать себе в желании в любой момент поиграть мускулами, как это было недавно сделано в Кодорском ущелье, а также даёт возможность использовать их как дополнительные козыри в противостоянии с Сухуми и Цхинвали». Однако, по его мнению, «Россия, выступающая за урегулирование существующих конфликтов только политическими методами, найдёт адекватные меры, чтобы не допустить развития ситуации по данному сценарию».
На состоявшемся 25 сентября в Нью-Йорке заседании Совета министров ГУАМ министры иностранных дел ГУАМ назначили генеральным секретарем этой организации первого заместителя главы МИД Грузии Валерия Чечелашвили. Чечелашвили является национальным координатором «Организации за демократию и экономическое развитие — ГУАМ» от Грузии.

### Саммит 2007 года в Баку
18 и 19 июня 2007 года в Баку (Азербайджанская Республика) был проведён второй саммит Организации за демократию и экономическое развитие под лозунгом: «ГУАМ: объединяя континенты». В рамках этого саммита состоялись очередные заседания Совета глав государств, Совета министров иностранных дел, встречи ГУАМ — США, ГУАМ — Япония, ГУАМ — Польша, заседание Совета национальных координаторов, совместные заседания руководителей отраслевых министерств и ведомств.
Совет глав государств провёл своё заседание в расширенном формате. В нём приняли участие президенты Азербайджанской Республики (Ильхам Алиев), Грузии (Михаил Саакашвили), Украины (Виктор Ющенко) и премьер-министр Республики Молдова (Василий Тарлев), а также, в качестве гостей — главы государств, министры и политические деятели из Литвы, Польши, Румынии, Болгарии, Эстонии, Латвии, США, Японии, ОБСЕ, ОЧЭС, ЮНЕСКО, главы дипломатических представительств, аккредитованных в Азербайджане.
Совет подписал Бакинскую декларацию «ГУАМ: Объединяя континенты». Особое внимание в ней было уделено вопросам энергетической безопасности, использованию транзитного потенциала стран-членов, а также вопросам по борьбе с международным терроризмом, агрессивным сепаратизмом и экстремизмом, транснациональной организованной преступностью.
Также были определены перспективы развития сотрудничества в гуманитарной сфере, в том числе в области культуры, образования, здравоохранения, молодёжных обменов, туризма и спорта до 2010 года, в связи с чем был подписан Протокол о сотрудничестве в области культуры на 2007—2010 годы. Советом была принята Стратегия развития отраслевого сотрудничества ГУАМ, которая призвала придать стимул эффективному взаимодействию государств-членов по соответствующим направлениям.
В ознаменование 10-летнего юбилея ГУАМ, 19 июня 2007 года в Баку прошла научно-практическая конференция на тему «ГУАМ в регионе и в мире».
Председательство в организации от Украины перешло к Азербайджанской Республике. Очередное заседание было решено провести в Тбилиси (Грузия) в июне 2008 года.
Во время саммита обсуждался вопрос о создании совместного миротворческого батальона ГУАМ. Однако, по словам президента Молдовы Владимира Воронина, это решение позже было заблокировано: «Я сказал им: кончайте с этими играми. Слава Богу, решения в ГУАМ консенсусом принимаются, и когда мы отказались подписать документ, эта идея в итоге лопнула».

### Саммит 2008 года в Батуми
30 июня — 1 июля в Батуми (Грузия) состоялся Третий саммит ГУАМ. В саммите участвовали делегации 25 государств и международных организаций. В Батуми приехали дипломаты и политики из США, Евросоюза и Японии. В рамках мероприятия состоялись встречи в формате ГУАМ + США, ГУАМ + Евросоюз, ГУАМ + Япония. Молдова была представлена не главой государства или правительства, а министром внутренних дел В. Межинским. На саммите был подписан ряд документов, в том числе Батумская декларация «ГУАМ — объединяя восток Европы», которую одобрили президенты 5 государств — Азербайджана, Украины, Грузии, Литвы и Польши. По итогам саммита Грузия до июня 2009 года приняла от Азербайджана обязанности страны-председателя Организации.

### Снижение интереса к ГУАМ в 2009—2014 гг.
В 2009 году президент Молдовы Владимир Воронин на вопрос о перспективах организации заявил, что «ГУАМ как региональная организация нежизнеспособен и бесперспективен». Воронин отметил, что эта организация «не имеет предмета для решений», а все попытки её реанимировать провалились. Два года спустя посол Молдовы в России, говоря о ГУАМ, заявил, что Молдова разочарована «разницей между тем уровнем, что говорили раньше, когда мы вступали в эту организацию, какие экономические возможности были, и тем, что сегодня реально Молдова не чувствует экономической помощи от этой организации».
В начале 2010 года тогдашний кандидат в президенты Украины Виктор Янукович заявил, что деятельность ГУАМ сейчас неактуальна. Янукович отметил, что за последние пять лет слышал только разговоры вокруг ГУАМ, но не видел конкретных действий.
Однако с 2015 года интерес к ГУАМ в определённой степени начал возобновляться. 3 декабря 2015 года в рамках встречи ГУАМ — Япония была подписана программа сотрудничества.

### Саммит ГУАМ 2017 года в Киеве и зона свободной торговли
27 марта 2017 года в Киеве был проведён саммит стран-участниц Организации, главной темой которого называлась полномасштабная организация договора о свободной торговле и транспортный коридор в рамках ГУАМ.
Также среди целей саммита называлась необходимость реализации программы сотрудничества с Японией и подготовка программ сотрудничества со странами Вышеградской четвёрки и США.
На встрече был подписан ряд документов по внедрению зоны свободной торговли (ЗСТ) между странами и, в частности, протокол о взаимном признании результатов таможенных процедур насчёт товаров и транспортных средств, которые пересекают государственные границы стран-членов ГУАМ.
Отдельным протоколом были утверждены шаги по созданию и функционированию Рабочего Органа для координации действий между странами ГУАМ в рамках создания ЗСТ.
Запуск полноценной зоны свободной торговли между странами ГУАМ предполагался в 2017 году, но так и не произошёл.
По итогам саммита было осуществлено совместное заявление глав правительств стран-участниц ГУАМ, в котором, среди прочего, было подчёркнуто намерение к дальнейшему сотрудничеству в рамках Организации и стремление к быстрейшему урегулированию действующих конфликтов на территориях государств-членов ГУАМ на основании суверенитета, территориальной целостности и нерушимости международно-признанных границ государств.